# 亚廊县
亚廊县，是泰国南部北大年府的一个县。总面积184.0平方公里，总人口83770人，人口密度455.2人/平方公里（2005年）。

## 行政区划
亚廊县辖有12个区，72个村。